# Göd
Göd [ged] je město v Maďarsku v župě Pest, spadající pod okres Dunakeszi. Město sousedí s Dunakeszi (jeho částí Malomárok), které je součástí aglomerace Budapešti (sousedí s její městskou částí Székesdűlő). V roce 2015 zde žilo 18 194 obyvatel, z nichž jsou 85,7 % Maďaři.

## Poloha a přírodní poměry
Město leží u východního břehu Dunaje u Szentenderského ostrova. Vlévá se zde do Dunaje i potok Ilka-patak. Göd sousedí s městy Dunakeszi, Őrbottyán, Szentendre, Vác a Veresegyház. Poblíže se nacházejí také obce (bez statusu města, ale většinou se statusem nagyközség (tzv. velká obec neboli městys)) Leányfalu, Szigetmonostor, Sződ a Sződliget.

## Historie
V místě dnešního sídla se nacházel římský vojenský tábor Göd-Bócsaújtelep.
První zmínka o Göd pochází z roku 1255. Místo bylo během tureckých válek opětovně pleněno armádami obou stran. Na mapě prvního vojenského mapování se v lokalitě dnešní obce nicméně žádné osídlení nenacházelo. Vojenské mapování druhé již (kromě železniční trati z Budapešti do Vácu) zobrazovalo několik od sebe oddělených domů a lokalitu s názvem Gödi Csarda. Východně od trati (kde vzniklo nádraží) se nacházela Gödi-puszta, venkovské sídlo. To zde nechal zřídit rod Grassakovičů, kterému lokalita patřila. 

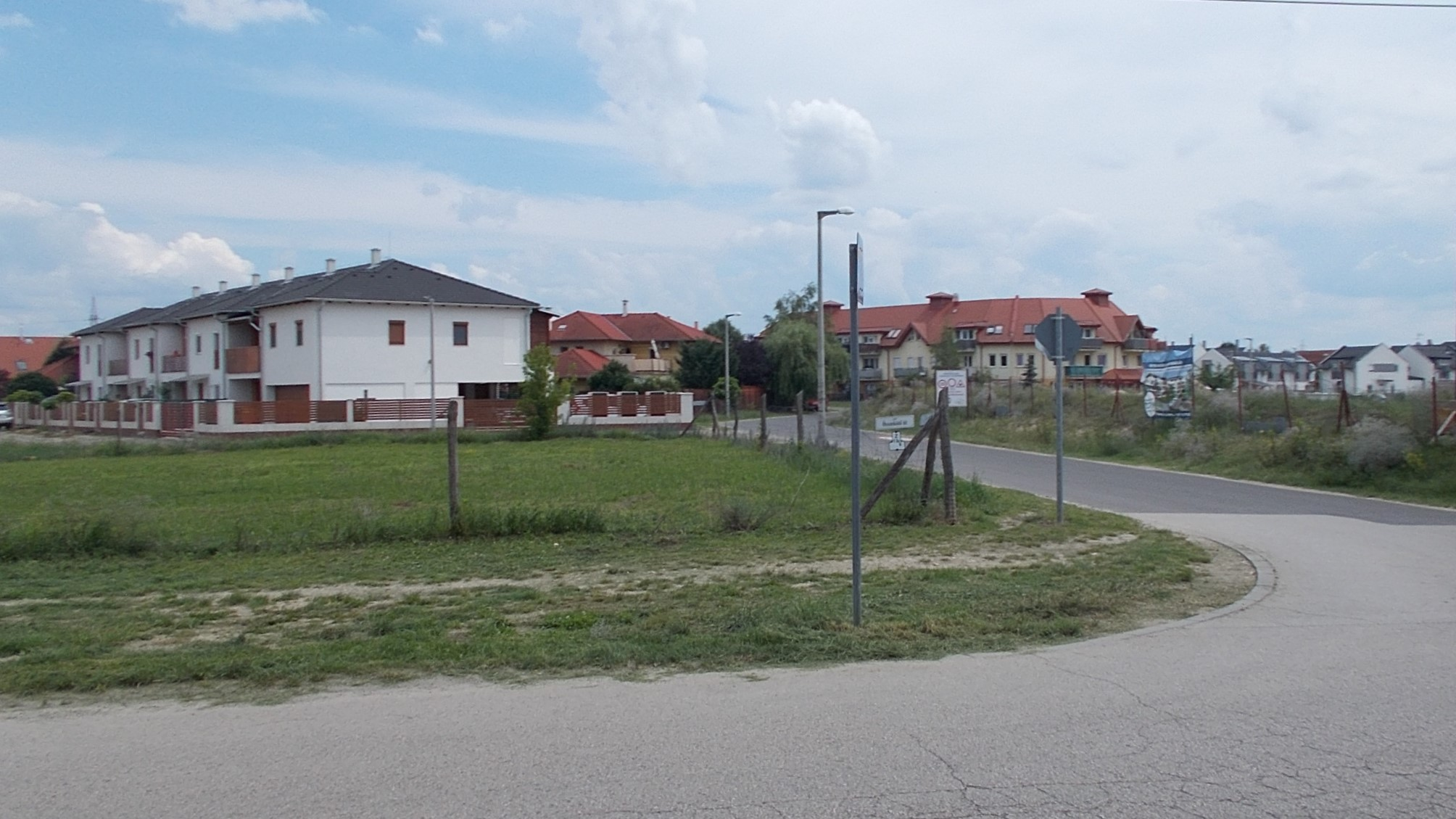
Nová zástavba v podobě suburbie v 21. století.

Teprve až na počátku 20. století se vlivem silného populačního růstu Budapešti začala rozvíjet v Gödu souvislá zástavba. Na počátku 20. století patřil Göd k tehdy velké obci Sződ v okrese Vác v župě Pest-Pilis-Solt-Kiskun. Postavena zde také byla cihelna a závod na výrobu dlaždic, jehož areál přečkal až do dvacátého prvního století. Díky železnici se lokalita stala atraktivní pro nově příchozí do Budapešti. Do druhé světové války byl zastavěn celý dunajský břeh až k železniční trati, čímž vznikla víceméně současná obec. 
Její růst v poválečném období byl velmi střídmý; nedošlo zde k rozsáhlejší výstavbě např. panelových sídlišť, jako tomu bylo v okolních městech. Východně od města se rozvinula lokalita Göd-újtelep, kde na začátku 21. století vzniklo při dálnici M2 rovněž i rozsáhlé obchodní centrum. Objeveny byly také termální prameny a vzniklo zde koupaliště. Kromě toho byla postavena i městská knihovna a zdravotní středisko. Postaveno zde bylo i rozsáhlé golfové hřiště. Rozvoj Gödu a suburbanizace nicméně měly za následek nerovnoměrný růst, kdy infrastruktura, např. v oblasti škol a školek přestala dostačovat potřebám obyvatel.

## Ekonomika a turistika
Nedaleko Gödu se nachází továrna společnosti Samsung, v níž jsou vyráběny baterie. 
V Gödu jsou také navštěvované termální lázně. Místní kostel je zasvěcen sv. Štěpánovi.

## Doprava
Východně od obce prochází dálnice M2 a železniční trať z Budapešti přes Vác a Szob do Štúrova. Uvedená trať zde má tři nádraží; Felsőgöd, Göd a Alsógöd (Horní Göd, Göd a Dolní Göd). To jsou také tři historické části města. 

## Známé osobnosti
- Eugene Wigner – držitel Nobelovy ceny
- Fülöp Beck Ö – sochař
- Kálmán Latabár – herec
- Mór Kóczán – vrhač oštěpu

## Partnerská města
- Marignane, Francie
- Monthey, Švýcarsko
- Paleu, Rumunsko
- Rimavské Janovce, Slovensko